# Museo de Blindados de Saumur

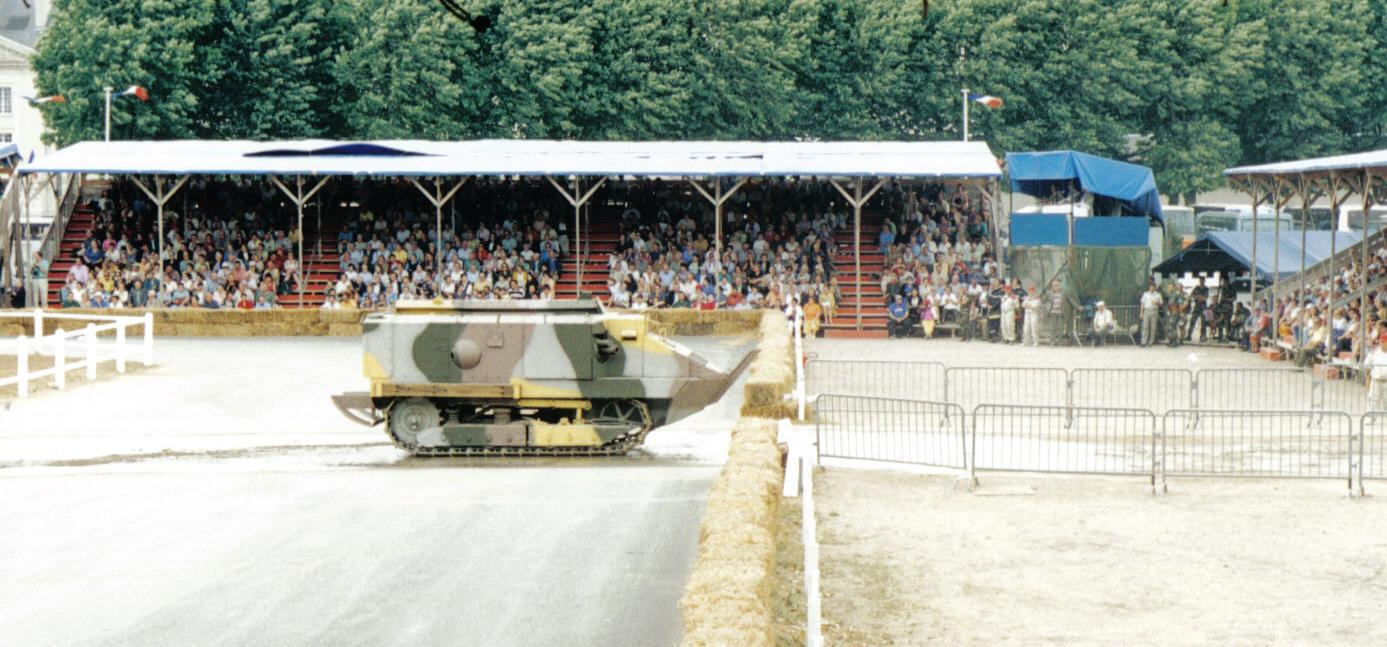
El carro de combate en condiciones de funcionamiento más antiguo del mundo, un Schneider CA1 de 1916, participando en el Carrousel anual en Saumur en el año 2000.

El Musée des Blindés o Musée Général Estienne es un museo de tanques ubicado en el Valle del Loira de Francia, en la ciudad de Saumur. Es uno de los museos de tanques más importantes del mundo.
Este museo cuenta con la colección de vehículos blindados de combate más grande mundo con más de 880 vehículos, aunque el británico Museo de Tanques de Bovington dispone de un mayor número de tanques. Sólo puede exhibir menos de una cuarta parte debido a limitaciones de espacio, a pesar de haber sido trasladado a un edificio bastante mayor en 1993. En torno a 200 de estos vehículos son completamente funcionales, y en el pasado solían participar en una exhibición anual denominada Carrousel.